# Колониальная Нигерия
Колониальная Нигерия 1861 году после перехода Лагоса по договору, подписанному королём Досунмой. В 1870 году была основана Объединённая национальная Африканская компания (c 1886 — Королевская Нигерская компания) во главе с сэром Джорджем Голди, одной из функций которой стал контроль торговли между Великобританией и населением бассейна реки Нигер.
Наряду с торговцами на территорию Нигерии проникали англиканские миссионеры Церковного миссионерского общества (англ. Church Missionary Society), результатом деятельности которых стала ординация Сэмюэла Кроутера первым англиканским епископом из народности йоруба (1864 год).
В 1885 году во время Берлинской конференции Великобритания заявила о своих правах на берег Гвинейского залива от Лагоса до Камеруна, который соответствует современной южной Нигерии. Новые британские владения получили название «Протекторат Ойл-Риверс», который в 1893 году был переименован в протекторат дельты Нигера (отдельный от протектората Лагос). В 1900 году вместе с территорией Королевской компании Нигера он перешёл в 2 протектората: Северную и Южную Нигерию. Закрепившись на берегу, англичане начали осваивать внутренние районы Западной Африки, соответствующие современной северной Нигерии. В 1902 году, вследствие Англо-Аро войны к колониальной Нигерии была присоединена территория Конфедерации Аро. В 1903 году военная экспедиция Фредерика Лугарда положила конец феодальному государству Сокото.
В 1914 году британские владения на побережье Гвинейского залива были объединены в единую колонию, получившую название Колония и протекторат Нигерия. Специфика английской колонизации состояла в сохранении власти местных правителей, лояльных британской короне. В 1916 году при губернаторе был создан совещательный Нигерийский Совет (англ. Nigerian Council), состоящий из представителей местной аристократии. Колонизаторы построили в Лагосе крупный морской порт, провели в 1916 году железную дорогу Лагос — Кано, внедрили новые сельскохозяйственные культуры: какао-бобы и арахис.
В 1929—1930 годах на юго-востоке Нигерии, в городе Аба произошли волнения, известные как «Женская война».
В 1947 году была проведена административная реформа, согласно которой Нигерия стала самоуправляющейся территорией под управлением британского губернатора. Страну поделили на 3 административные области: Западная Нигерия (центр — Ибадан), Восточная Нигерия (центр — Энугу), Северная Нигерия (центр — Кадуна), управляемые местными органами власти. Принцип регионализации был закреплён в последующих конституционных реформах 1951 года — Макферсона (губернатор Нигерии) и 1954 года — Литлтона (министр колоний Великобритании). Конституция Макферсона предусматривала формирование региональных правительств из представителей партии большинства.
В пределах каждой из этих трёх областей доминирующие этнические группы сформировали этнорегиональные политические партии:
- Северный Народный Конгресс (СНК) на Севере — хауса
- Группа действия на Западе (ГД) — йоруба
- Национальный Совет Нигерии и Камеруна (с 1959 года — Национальный Совет Нигерийских граждан — НСНГ) на Востоке — игбо